# Еферсмер
Еферсмер (нім. Eversmeer) — громада в Німеччині, розташована в землі Нижня Саксонія. Входить до складу району Віттмунд. Складова частина об'єднання громад Гольтрім.
Площа — 11,56 км2. Населення становить 841 ос. (станом на 31 грудня 2021).